# Head-mounted display
Na informática, um head-mounted display ou helmet-mounted display (ambos abreviados HMD), popularmente chamado óculos VR, é um dispositivo tecnológico semelhante a um óculos, usado na cabeça ou como parte de um capacete, que possui um pequeno display óptico em frente à ambos os olhos (HMD Monocular), ou em frente à cada olho (HMD Binocular).
Existe também o Optical head-mounted display (OHMD), que é um display vestível que pode refletir imagens projetadas e permite o usuário a ver através delas. A resolução ideal para uso com jogos eletrônicos é de 1080x1200 por olho.

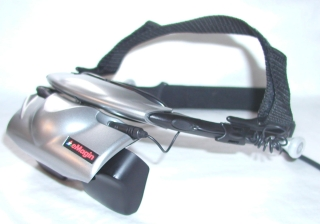
um HMD binocular.

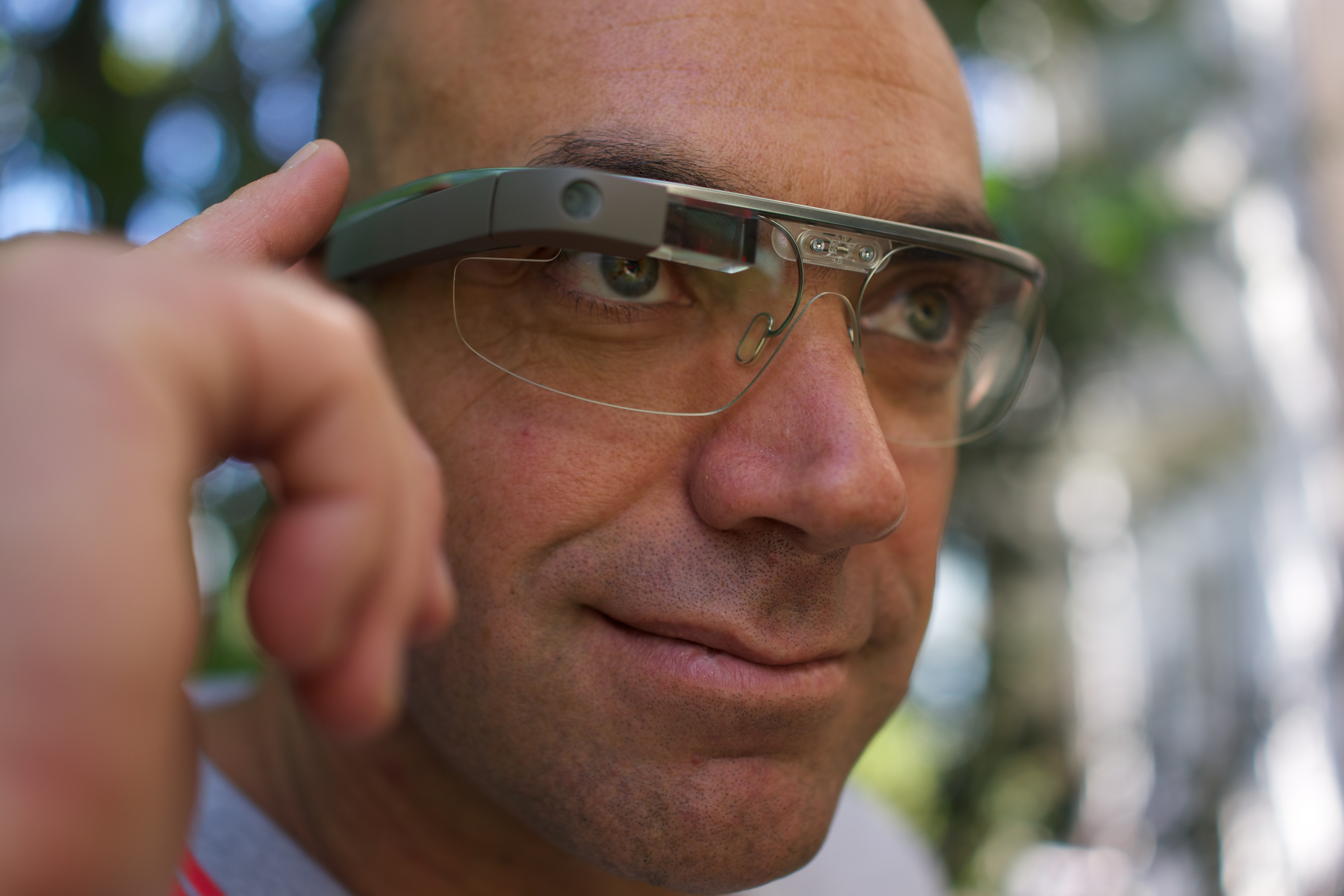
Um homem controla um Google Glass, um tipo de optical head-mounted display, usando o touchpad construído na lateral do dispositivo.

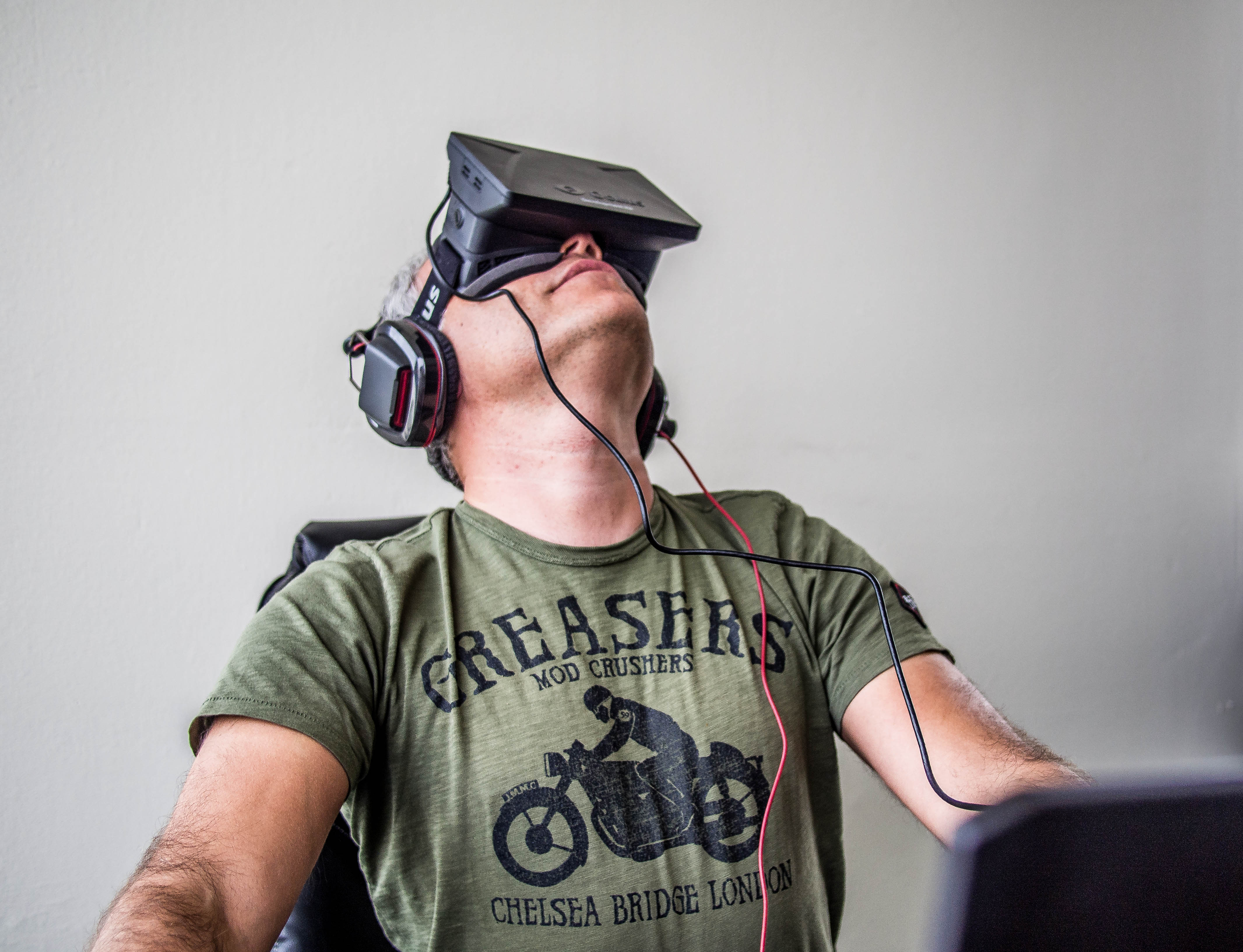
O óculos de realidade virtual Oculus Rift.

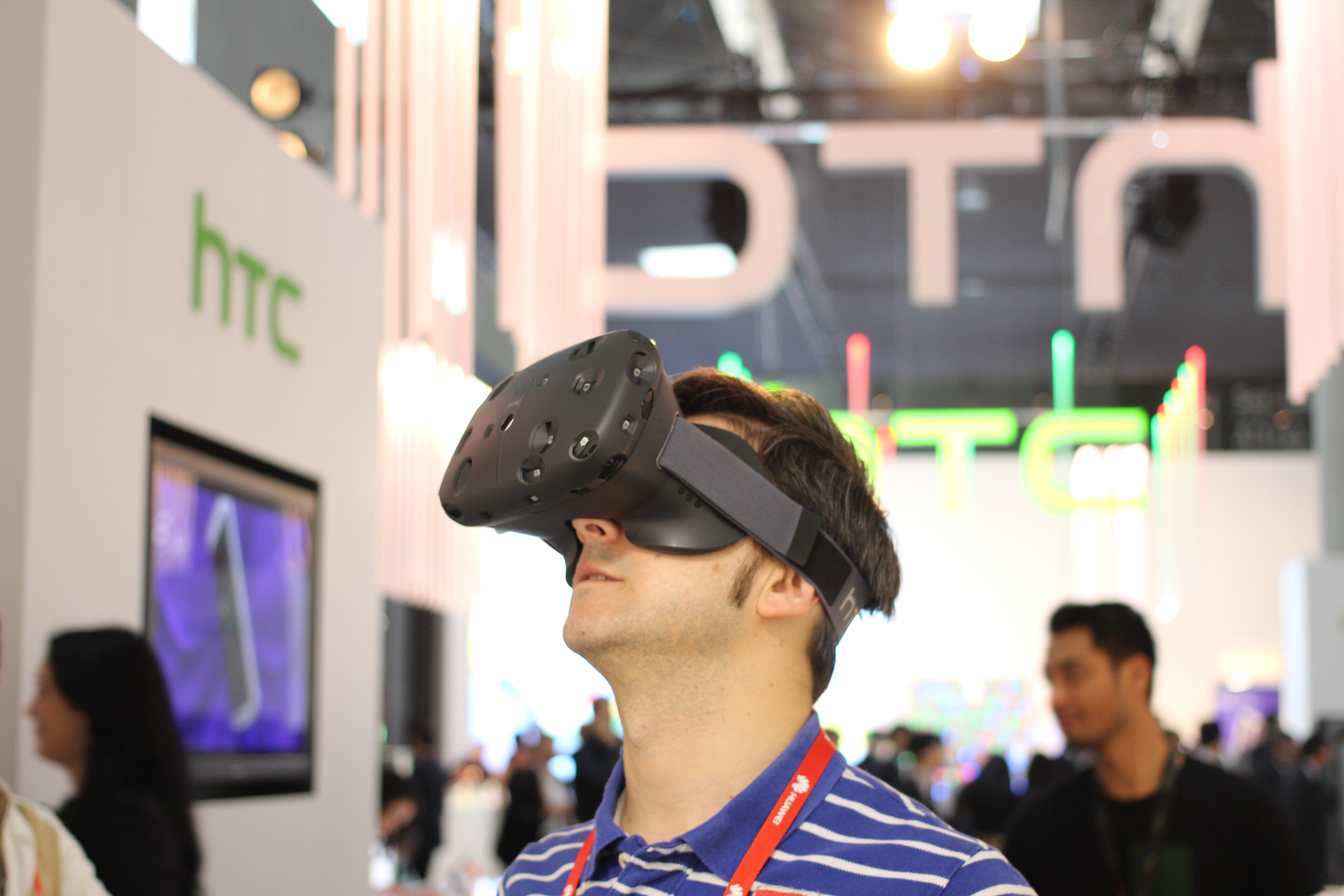
Um headset HTC Vive.

## Descrição
Um HMD típico tem um ou dois displays, com lentes e espelhos semi-transparentes embutidos nos óculos (também chamados de data glasses), no visor, ou em um capacete. As unidades do display são miniaturizadas e podem incluir tubos de raios catódicos (CRT), LCDs, Cristal liquido em silício (LCos), ou OLEDs. Alguns fabricantes empregam múltiplos micro-displays para aumentar a resolução total e o campo de visão.

## Tipos
HMDs diferem tanto na maneira em que eles podem reproduzir animação computadorizada (CGI), ou somente imagens ao vivo do mundo real, ou uma combinação deles.
- A maioria dos HMD mostram somente imagens geradas por computadores, as vezes chamadas de imagens virtuais.
- Alguns HMD permitem que um CGI seja projetado em uma visão do mundo real, processo chamado de realidade aumentada ou realidade mista. Combinando imagens do mundo real com CGI, que pode ser feito projetando o CGI através de um espelho parcialmente refletico e enxergando o mundo real diretamente. Esse método é geralmente chamado de optical see-through. Esta combinação também pode ser realizado eletronicamente por aceitar vídeo de uma câmera e a misturar eletronicamente com a CGI, processo chamado de video see-through.

- Monocular: as imagens são captadas apenas por um dos olhos.
- Binocular: como um óculos, as imagens são captadas pelos dois olhos juntos, obtendo-se assim uma imagem estereoscópica.

## Uso

### Aviação e táticas
HMDs robustos são cada vez mais integrados no cockpit de helicópteros modernos e aviões de caça. Estes são geralmente totalmente integrados com capacete piloto do piloto e podem incluir viseiras de proteção, dispositivos de visão noturna, e outros displays.
Militares, policiais e bombeiros usam HMDs para exibir informações táticas, como mapas ou dados de imagens térmicas, enquanto visualizam uma cena real. As aplicações recentes incluíram o uso de HMD para paraquedistas. Em 2005, o Liteye HMD foi introduzido para as tropas de combate terrestres como uma tela leve e impermeável que se encaixa em uma montagem de capacete militar padrão dos EUA PVS-14. O visor monocular em OLED substitui o tubo NVG e se conecta a um dispositivo de computação móvel. O LE tem capacidade see-through e pode ser usado como um padrão HMD ou para aplicações realidade aumentada. O design é otimizado para fornecer dados de alta definição em todas as condições de iluminação, em modo de operação coberto ou transparente. O LE tem um baixo consumo de energia, operando em quatro pilhas AA por 35 horas ou recebendo energia através da conexão padrão Universal Serial Bus (USB).
A Agência de Projetos de Pesquisa Avançada de Defesa (DARPA) continua a financiar pesquisas em HMDs de realidade aumentada como parte do Programa de Apoio Aéreo Permanente Persistente (PCAS). A Vuzix está atualmente trabalhando em um sistema para PCAS que usará um Guia de Ondas Óptico holográfico para produzir vidros de realidade aumentada "see-through" que possuem apenas alguns milímetros de espessura.

### Engenharia
Engenheiros e cientistas usam HMDs para fornecer visões estereoscópicas de esquemas CAD (Design Auxiliado por Computador). [carece de fontes?] A realidade virtual quando aplicada a engenharia e design é um fator chave na integração do ser humano no design. Ao permitir que os engenheiros interajam com seus projetos em escala de tamanho real, os produtos podem ser validados para problemas que podem não ter sido visíveis até a prototipagem física. O uso de HMDs para VR é visto como complementar ao uso convencional de CAVE para a simulação de VR. HMDs são predominantemente utilizados para uma única pessoa interação com o design, enquanto CAVEs permitem mais sessões de realidade virtual mais colaborativas.
Os sistemas de Display montados na cabeça também são usados na manutenção de sistemas complexos, pois podem dar a um técnico uma "visão de raio-x" simulada, combinando gráficos computacionais tais como diagramas de sistema e imagens com a visão natural do técnico (realidade aumentada ou modificada ).

### Medicina e pesquisa
Existem também aplicações na cirurgia, em que uma combinação de dados radiográficos (Tomografia computadorizada) (TC) e imagem por ressonância magnética (RM) é combinada com a visão natural do cirurgião Operação e anestesia, onde os sinais vitais do paciente estão dentro do campo de visão do anestesiologista em todos os momentos.
Universidades de pesquisa muitas vezes usam HMDs para realizar estudos relacionados à visão, equilíbrio, cognição e neurociência.
Um olho que segue o HMD com iluminadores do diodo emissor de luz e câmeras para medir movimentos do olho]] [Arquivo: EYE-SYNC eye-tracking analyzer.JPG |
A partir de 2010, o uso de medição de rastreamento visual preditivo para identificar leve Traumatismo cranioencefálico estava sendo estudado. Em testes de rastreamento visual, uma unidade HMD com capacidade de rastreamento de olhos mostra um objeto movendo-se em um padrão regular. As pessoas sem lesão cerebral são capazes de rastrear o objeto em movimento com movimentos oculares perseguição lisa e corrigir trajetória. O teste requer atenção e memória de trabalho que são funções difíceis para pessoas com lesão cerebral traumática leve. A questão que está sendo estudada é se os resultados para pessoas com lesões cerebrais mostrarão erros de rastreamento visual em relação ao alvo em movimento.

### Jogos e vídeo

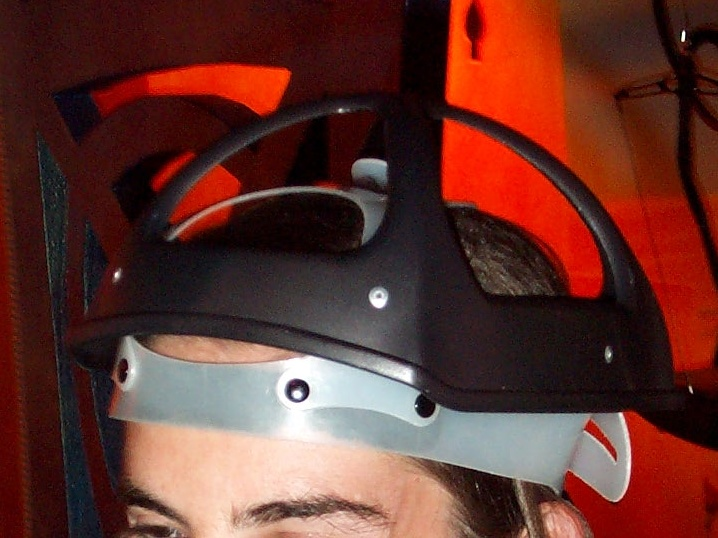
Suporte Disney HMD

Dispositivos HMD de baixo custo estão disponíveis para uso com jogos 3D e aplicativos de entretenimento.
Um dos primeiros HMDs comercialmente disponíveis foi o  Hard VFX1, que foi anunciado na Consumer Electronics Show (CES) em 1994. 
Outro pioneiro neste campo foi a Sony, que lançou o Glasstron em 1997. Possuía como acessório opcional um sensor de posicionamento que permitia ao usuário visualizar o ambiente, com a perspectiva movendo-se à medida que a cabeça se movia, proporcionando um sentido profundo Uma aplicação nova desta tecnologia estava no jogo MechWarrior 2: 31st Century Combat MechWarrior 2, que permitiu que os usuários Da Sony Glasstron ou iGlasses Virtual I / O para adotar uma nova perspectiva visual de dentro do cockpit da embarcação, usando seus próprios olhos como visual e vendo o campo de batalha através da cabina do seu próprio ofício.
A Sony lançou o "Personal 3D Viewer" (ou HMZ-T1), um fone de ouvido totalmente surround para jogos e filmes em 3D. 
A Sensics demonstrou na CES 2012 um jogo e um óculos de entretenimento que incluíam um processador sistema operacional Android e um controle de mão para facilitar a interação natural.
A partir de 2013, muitas marcas de óculos de vídeo podem ser conectados a câmeras de vídeo e DSLR, tornando-os aplicáveis como um novo monitor de idade. Como resultado da capacidade de óculos para bloquear a luz ambiente, cineastas e fotógrafos são capazes de ver apresentações mais claras de suas imagens ao vivo.
Oculus Rift é uma próxima realidade virtual (VR) montada na cabeça criada por Palmer Luckey que a empresa está desenvolvendo para simulações de realidade virtual e videogames
O HTC Vive é uma próxima realidade virtual exibição montada na cabeça. O fone de ouvido é produzido por uma colaboração entre Valve e HTC, com a sua característica definindo a precisão de escala de sala de rastreamento e controladores de movimento de alta precisão.
O PlayStation VR é o único fone de ouvido realidade virtual que sai para consolas de jogos, para o PlayStation 4.

### Esportes
Um sistema de HMD foi desenvolvido para motoristas Fórmula 1 por Kopin Corp. e o Grupo de BMW. De acordo com a BMW, "" O HMD é parte de um sistema avançado de telemetria aprovado para instalação pelo comitê de corrida da Fórmula 1 ... para comunicar ao Comunicar ao condutor sem fios a partir do coração do poço de corrida. "" O HMD irá exibir dados críticos de corrida, permitindo que o motorista continue focando na pista.Os grupos de pit controlam os dados e as mensagens enviadas aos seus motoristas através de duas vias.

### Treinamento e simulação

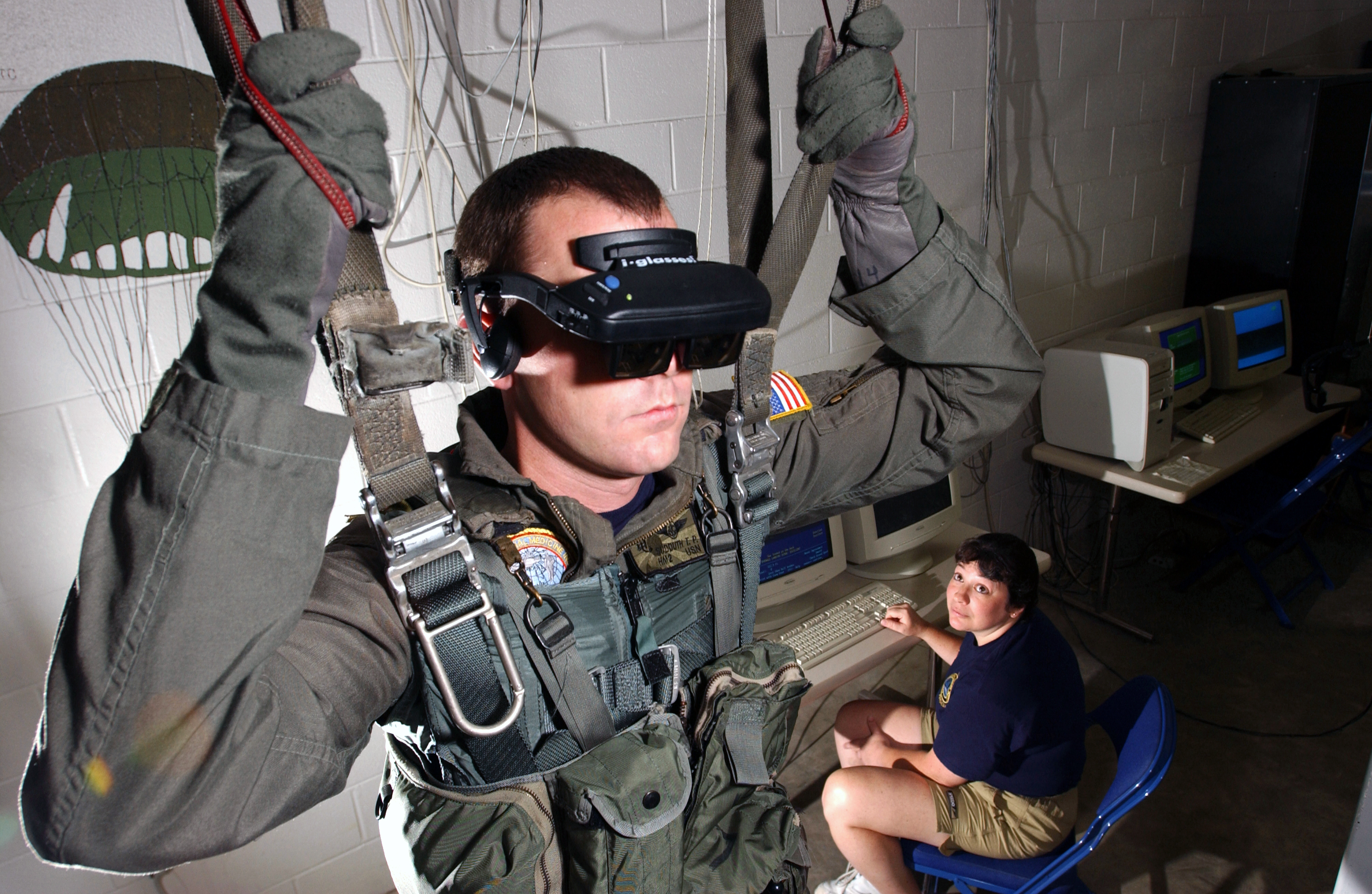
Treinamento de paramilitares com um HMD

Uma aplicação chave para os óculos HMD é o treinamento e simulação de situações perigosas ou custosa; permitindo virtualmente colocar um estagiário em uma situação que é muito caro ou que possui risco de morte para replicar na vida real. Treinamento com HMDs abrange uma ampla gama de aplicações de condução, soldagem e pintura spray, Simulador de vôo e simuladores de veículos, desmontado soldado formação, treinamento de procedimentos médicos e muito mais. No entanto, uma série de sintomas indesejáveis têm sido causados pelo uso prolongado de certos tipos de monitores montados na cabeça, e essas questões devem ser resolvidas antes de formação ideal e simulação é viável. 

## Parâmetros de desempenho
- Capacidade de mostrar imagens estereoscópicas: um óculos HMD binocular tem o potencial para exibir uma imagem diferente em cada olho; usado para mostrar imagens estereoscopicas. Deve-se ter em mente que o chamado "Infinito Óptico" é geralmente tomado por cirurgiões de vôo e especialistas de exibição como cerca de 9 metros. Esta é a distância na qual, dada a média da linha de base do telescópio ocular humano (distância entre os olhos ou a distância pupilar] (IPD) de entre 2,5 e 3 polegadas (6 e 8 cm), o ângulo de um objeto a essa distância se torna essencialmente a mesma de cada olho. Em intervalos menores, a perspectiva de cada olho é significativamente diferente e a despesa de gerar dois canais visuais diferentes através do sistema de "imagens geradas por computador" (CGI) torna-se útil.
- Distância interpupilar (DPI): Esta é a distância entre os dois olhos, medida nas pupilas, e é importante na concepção de monitores montados na cabeça.
- Campo de visão (FOV): Os seres humanos têm um campo de visão de cerca de 180°, mas a maioria dos óculos HMD oferecem muito menos do que isso. Tipicamente, um maior campo de visão resulta em um maior senso de imersão e melhor consciência situacional. A maioria das pessoas não tem uma boa ideia do que uma FOV citada em particular seria semelhante (por exemplo, 25 °) tão frequentemente os fabricantes citarão um tamanho de tela aparente. A maioria das pessoas sente-se a cerca de 60 cm dos seus monitores e tem uma boa sensação sobre os tamanhos de ecrã a essa distância. Para converter o tamanho de tela aparente do fabricante para uma posição de monitor de mesa, divida o tamanho da tela pela distância em pés e, em seguida, multiplique por 2. HMDs ao nível do consumidor normalmente oferecem uma FOV de cerca de 30-40 ° enquanto HMDs profissionais oferecem um campo de visão De 60 ° a 150 °.
- Resolução: óculos VR oferecem variadas resoluções, desde os mais simples de 640x800 até os mais impressionantes de 3840x2160. Os HMD geralmente mencionam o número total de pixels ou o número de pixels por grau; o informe desta característica é semelhante de como as especificações de monitores de computador são apresentadas (por exemplo, 1600 × 1200 pixels por olho). No entanto, a densidade de pixels, geralmente especificada em pixels por grau ou em minutos por pixel, também é usada para determinar a acuidade visual. 60 pixels / ° (1 arcmin / pixel) é geralmente referido como resolução óptica, acima do qual a resolução aumentada não é percebida por pessoas com visão normal. Os HMD tipicamente oferecem 10 a 20 pixels por grau, embora os avanços em micro-displays ajudam a aumentar este número. A resolução da tela do óculos VR é que vai definir o conforto do usuário, com a resolução ideal sendo 1080x1200 por olho, recomenda-se usar a tela OLED.[1]
- Sobreposição binocular: mede a área que é comum a ambos os olhos. A sobreposição binocular é a base para a sensação de profundidade e estéreo, permitindo que os seres humanos detectem quais objetos estão próximos e quais objetos estão distantes. Os seres humanos têm uma sobreposição binocular de cerca de 100 ° (50 ° para a esquerda do nariz e 50 ° para a direita). Quanto maior a sobreposição binocular oferecida por um HMD, maior será o sentido de estéreo. A sobreposição é por vezes especificada em graus (por exemplo, 74 °) ou como uma percentagem indicando quanta do campo visual de cada olho é comum ao outro olho.
- Foco distante (colimação):  Métodos óticos podem ser usados para apresentar as imagens em um foco distante, o que parece melhorar o realismo de imagens que no mundo real seria à distância.
- Processo de bordo e sistema operacional:  Alguns fornecedores de HMD oferecem sistemas operacionais on-board, como o Android, permitindo que aplicativos sejam executados localmente no HMD, e eliminando a necessidade de ser amarrado/conectado a um dispositivo externo para gerar o vídeo. Estes são por vezes referidos como "óculos inteligentes" ou "óculos independentes" (all-in-one).Adicionalmente, uma opção com tela OLED terá uma qualidade de imagem melhor e vídeo mais suave que as opções com painel de cristal líquido, mas também será mais cara.

## Suporte a vídeo 3D

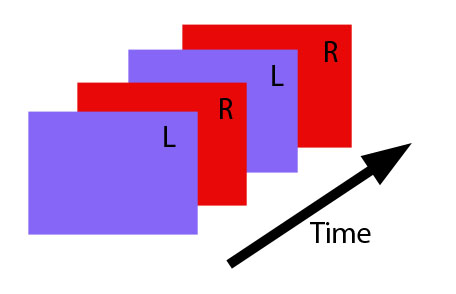
Multiplexação sequencial de quadros

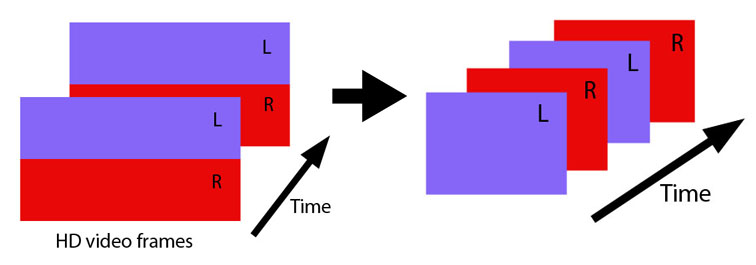
Side-by-side e multiplexação top-bottom

A percepção da profundidade dentro de um HMD requer imagens diferentes para os olhos esquerdo e direito. Há várias maneiras de fornecer essas imagens separadas:
- Use entradas de vídeo duplas, proporcionando assim um sinal de vídeo completamente separado para cada olho
- Time-based multiplexação. Métodos como sequencial de quadros combinam dois sinais de vídeo separados em um sinal alternando as imagens esquerda e direita em quadros sucessivos.
- Lado a lado ou de cima para baixo de multiplexação. Este método alocou metade da imagem para o olho esquerdo e a outra metade da imagem para o olho direito.

A vantagem das entradas de vídeo duplas é que ela fornece a resolução máxima para cada imagem e a taxa de quadros máxima para cada olho. A desvantagem das entradas de vídeo duplas é que ele requer saídas de vídeo e cabos separados do dispositivo gerando o conteúdo.
Multiplexação baseada em tempo preserva a resolução completa por cada imagem, mas reduz a taxa de quadros pela metade. Por exemplo, se o sinal é apresentado a 60 Hz, cada olho está recebendo apenas 30 Hz atualizações. Isso pode se tornar um problema com a apresentação precisa de imagens em movimento rápido.
A multiplexação lado a lado e de cima para baixo fornece atualizações de taxa total para cada olho, mas reduz a resolução apresentada a cada olho. Muitas transmissões em 3D, como a ESPN, optaram por fornecer 3D lado a lado, o que economiza a necessidade de alocar largura de banda de transmissão extra e é mais adequado para a ação de esportes acelerada em relação aos métodos de multiplexação baseados no tempo.
Nem todos os HMDs fornecem percepção de profundidade. Alguns módulos de gama baixa são essencialmente dispositivos bi-oculares onde ambos os olhos são apresentados com a mesma imagem.
Os leitores de vídeo 3D por vezes permitem a máxima compatibilidade com os HMDs, fornecendo ao utilizador uma escolha do formato 3D a ser utilizado.

## Periféricos
- Posiocionamento: os HMD mais rudimentares simplesmente projetam uma imagem ou simbologia no visor ou retícula de um usuário. A imagem não está associada ao mundo real, isto é, a imagem não muda com base na posição da cabeça do utilizador. Os HMD mais sofisticados incorporam um sistema de posicionamento que rastreia a posição da cabeça do usuário e ângulo, de modo que a imagem ou simbologia exibida é congruente com o mundo exterior usando imagens transparentes.
- Head tracking: Esclarecimento das imagens. Os displays montados na cabeça também podem ser usados com sensores de rastreamento que detectam mudanças de ângulo e orientação. Quando esses dados estão disponíveis no computador do sistema, podem ser usados para gerar as imagens geradas por computador (CGI) adequadas para o ângulo de visão no momento específico. Isso permite que o usuário "olhe em volta" um ambiente realidade virtual simplesmente movendo a cabeça sem a necessidade de um controlador separado para alterar o ângulo da imagem. Em sistemas baseados em rádio (em comparação com fios), o utilizador pode mover-se dentro dos limites de rastreio do sistema.
- Eye tracking: Eye trackers medem o ponto de olhar, permitindo que um computador para detectar onde o usuário está procurando. Esta informação é útil em uma variedade de contextos, como a navegação na interface do usuário: ao detectar o olhar do usuário, um computador pode alterar as informações exibidas na tela, trazer detalhes adicionais para atenção, etc.
- Rastreamento manual: acompanhar o movimento das mãos a partir da perspectiva do HMD permite a interação natural com o conteúdo e um conveniente mecanismo de jogo. Seu uso é multifunção, desde procedimentos na área da medicina,[7] quanto por jogos eletrônicos.

Aspectos importantes
É importante que as funções principais de um capacete convencional sejam contempladas, assim como, é essencial que a integração de um sistema HMD com o capacete não prejudique essas funções de forma alguma. As funções básicas de um capacete para pilotos de aeronaves são:
- Proteger a cabeça e os olhos do piloto em situação de ejeção da aeronave.
- Interface com a máscara de oxigênio acoplada ao capacete.
- Interface de comunicação de áudio através do equipamento rádio da aeronave.
- Deve conter um visor escuro para atenuar o brilho da luz solar.

Além dessas funcionalidades básicas um HMD deve seguir as seguintes restrições e requisitos:
- Qualquer revestimento utilizado no visor para a projeção do display não pode, em hipótese alguma, alterar a chamada distância “Tally-ho” (distância a partir da qual um alvo pode ser visto pela primeira vez). Os revestimentos também devem ser neutros no que diz respeito à susceptibilidade a efeitos de cores.
- A integração de um sistema HMD deve considerar restrições de peso do capacete e deve representar uma parte mínima desse peso.
- O momento de inércia do capacete deve ser o mínimo possível.
- O capacete deve se encaixar de forma firme e não deve se mover em relação a cabeça do piloto, para que seja possível determinar a LOS do piloto através de um sistema de monitoramento de posição da cabeça.
- O sistema ótico do HMD deve ser fixado rigidamente no capacete e deve possuir ajustes mecânicos adequados para acomodar as variações físicas existentes entre diferentes pilotos.

Princípios básicos de funcionamento
A medição da orientação da cabeça do piloto para determinar as coordenadas angulares da linha de visão (LOS) do piloto em relação à fuselagem do avião é de extrema importância tanto para a implementação de um HMS quanto para a implementação de um HMD.
A maioria dos efeitos físicos já foram testados e estudados no desenvolvimento de sistemas para rastreamento de atitude da cabeça. Dentre todos, se destacam os métodos óticos e magnéticos.
Os sistemas óticos de rastreamento podem funcionar de diferentes maneiras, por exemplo:
- Reconhecimento de padrões usando câmeras CCD.
- Detecção de LEDs acoplados ao capacete do piloto.
- Medições sofisticadas de padrões de franjas de interferências geradas por laser.

Enquanto isso, os sistemas magnéticos de rastreamento seguem um princípio básico de funcionamento. Eles medem a força do campo magnético no capacete a partir de um gerador de campo magnético localizado em uma posição adequada dentro do cockpit. Ainda assim, existem dois tipos de sistemas rastreadores magnéticos de cabeça:
- Sistemas AC (Corrente Alternada) utilizando um campo magnético alternado com frequência de cerca de 10 kHz.
- Sistemas DC (Corrente Contínua) utilizando um campo magnético chaveado em baixa frequência.

Ambos os sistemas são sensíveis a metais vizinhos do sensor do capacete, causando erros de medição da atitude do capacete com relação a fuselagem da aeronave. Esses erros dependem de como o sistema é instalado dentro do cockpit. Sendo assim, para cada cockpit diferente, esses erros devem ser medidos e mapeados, e as correções devem ser armazenadas no computador responsável por rastrear a atitude da cabeça do piloto. Apesar de ambos os sistemas apresentarem a sensibilidade ao metal, o sistema AC tem um desempenho relativamente pior e é cerca de 10 vezes mais sensível a esse tipo de erro do que o sistema DC. Uma vantagem apresentada pelos dois sistemas magnéticos é que tantos os sensores quanto os geradores de campo magnético, que compõem esses sistemas, são de baixo peso e pequeno tamanho, ou seja, não representam grande influência na usabilidade dos HMDs no que diz respeito aos fatores peso e tamanho.
Embora os sistemas magnéticos sejam os mais utilizados atualmente, todos os sistemas (óticos, magnéticos e outros) apresentam as suas respectivas limitações [1]. Em contrapartida, os sistemas óticos mais recentes são os que apresentam maior acurácia para maiores ângulos off-boresight.
Vale a pena ressaltar que, além dos erros que já foram citados, outros erros podem ser encontrados durante a medição da direção do olhar do piloto. Isso ocorre, pois a direção do olhar do piloto, ou linha de visão (LOS), é inferida a partir da determinação atitude do capacete (e da cabeça) do piloto. Desta forma, o piloto pode ter grandes dificuldades em manter a mira do capacete voltada para o alvo enquanto é submetido fortes vibrações de baixa frequência. Para contornar esse problema, pode ser utilizado um sistema de rastreamento do olhar capaz de medir a linha de visão (LOS) do piloto com relação ao capacete. A partir daí, utilizando uma combinação das saídas dos sistemas de rastreamento da cabeça e de rastreamento do olhar, é possível obter a LOS do piloto em relação à fuselagem da aeronave.
HMS (Helmet Mounted Sight)
Tipicamente, a fonte de imagem de um HMD simples compreende uma matriz de LEDs, que pode ser um arranjo simples ou, até mesmo, uma matriz 32×32 capaz de exibir uma simbologia diversificada (incluindo alfanuméricos), porém a quantidade de simbologia é mantida no mínimo possível: uma para mira (circular ou em cruz); uma para indicar ao piloto a presença de um alvo ou de uma ameaça (setas para cima, para baixo e para os lados); e outra para fornecer o estado dos mísseis.
A imagem gerada pela matriz de LED é transmitida para o visor através de um prisma ótico e, então, é refletida do visor para o olho do piloto. As superfícies do prisma têm curvaturas cilíndricas e esféricas para corrigir distorções óticas. O visor, que também possui um perfil esférico, possui uma camada refletiva, na porção frontal, que age como um espelho esférico e provê a colimação da imagem do display. Geralmente, um HMS possui um FOV entre 7º e 10º. Diferentemente do caso do HUD, onde o FOV é fixo em relação à fuselagem da aeronave, o FOV do HMS se move em conjunto com a cabeça do piloto.
Um HMS em conjunto com o sistema de rastreamento de cabeça fornece, para o piloto, uma forma bastante efetiva de determinar um alvo. O piloto move sua cabeça para olhar e mirar no alvo usando uma simbologia de mira colimada com o sistema de mira do capacete. Dessa forma, as coordenadas angulares da linha de visão do alvo podem ser estimadas pelo sistema de rastreamento da atitude da cabeça do piloto e fornecidas aos mísseis contidos na aeronave. Os mísseis teleguiados podem, então, se direcionar, adquirir e fixar a mira de acordo com a linha de visão do alvo. Assim, o alvo fixado é mostrado ao piloto através do HMS e um sinal de áudio é dado para que o piloto possa lançar os mísseis.
Utilizando-se mísseis ágeis com alta capacidade de manobra mesmo em situações de força G elevada, este procedimento, proporcionado pelo HMS, possibilita o ataque em maiores ângulos off-boresight. Dessa forma, o piloto não necessita de virar a aeronave até que o alvo esteja dentro do campo de visão (FOV) do HUD para depois lançar o míssil. O ângulo off-boresight máximo para um HUD é menor que 15º, ou seja, bem menor que o ângulo off-boresight de 120º fornecido pelo HMD. Esse ângulo maior aumenta de três a quatro vezes a efetividade em combates aéreos. A Figura 10 ilustra o funcionamento de um HMS.
HMD (Helmet Mounted Display)
Através de um sistema que permite a visão mesmo sob condições de baixa visibilidade (neblina, noite) e, além disso, apresenta toda a simbologia de mira e símbolos indicativos do estado do voo, o HMD atua como um HUD integrado ao capacete, entretanto apresenta a vantagem de possuir um campo de visão (FOV) extremamente maior que se altera de acordo com a linha de visão (LOS) do piloto.
Apesar da existência de HMDs monoculares, também capazes de mostrar toda a informação que normalmente são exibidas por um HUD, podem ocorrer problemas como o chamado “monocular rivalry” ou rivalidade monocular. Esse problema ocorre porque o cérebro está tentando processar imagens diferentes de cada olho e uma rivalidade pode ocorrer entre o olho com o display e o olho sem. Os problemas se tornam mais perceptíveis à noite quando o olho sem display enxerga pouquíssimo. Já foi provado que um sistema binocular, em que a mesma imagem é apresentada aos dois olhos, é a única solução realmente satisfatória. Logo, projetos HMD atuais geralmente são sistemas binoculares.
Um sistema HMD com peso reduzido pode ser feito através do uso de um sistema de projeção diretamente no visor em juntamente com um projeto ótico de alta eficiência. Essa configuração permite que os visores padrões de curvatura esférica, já utilizados pela tripulação, sejam também utilizados como combinador ótico e colimador através da adição de uma camada refletiva de densidade neutra. Desta maneira, como o visor é uma parte essencial e já existente no capacete, as funções de combinação ótica e colimação são realizadas sem a adição de peso algum ao sistema ótico.

## Dispositivos

### Para smartphone
Equipamentos de imersão virtual para uso com smartphone (adaptadores de celular):
- Google Cardboard,[9][10] Daydream View[11]
- SAMSUNG Gear VR R323 (2017)[9][11][12][13]
- VR Box[9][10][11]
- Xiaomi VR Play II[11]
- VR Shinecon G01[9][14]
- Aquário VRG-01[9]
- Comtac VR Vision[9]
- Mymax V-Box[9]
- Multilaser Warrior JS080[9] (ou VR Glasses JS080)
- Loox VR Paper, VR Alpha[10]
- HTC Vive Flow
- Xiaomi VR (2017 / 1280x1440),[15] Play II.[11]
- Virtual Zeiss VR ONE Plus,[13] Cinemizer OLED (2012 / 870x500)[16]
- Virtual Warrior JS080[13]

### Para computador (PCVR)
Equipamentos de imersão virtual para uso com computador: (óculos VR avançado, em inglês de tethered)
- Oculus: Rift DK2 (2014 / 960x1080),[18] Rift (2019 / 1280x1440), Rift S PCVR (2019 / 1280x1440),[13][19][20][21]
- HTC Vive,[22] Vive Pro 2,[20][23] Vive Cosmos,[24]
- Steam VR
- HP Reverb G2[24]
- Valve Index[20]
- Samsung Odyssey+[20]

### Independentes
Equipamentos de imersão virtual independentes (standalone / all-in-one):
- Oculus/Meta: Go (2018),[25][26] Quest (2019), Quest 2 (2020 / 1832x1920),[27][13] Quest Pro (2022 / 1800x1920)[28][29][15]
- HTC Vive: Focus (2019 / 1440x1600),[30] Flow (2021 / 1600x1600),[31] Focus 3 (2021 / 2448x2448),[32][33] XR Elite (2023)[15]
- AjnaLens: AjnaXR (2023 / 1600x1600), AjnaXR Enterprise (2023 / 2280x2280)[15]
- Lenovo: Legion VR700 (2022), ThinkReality VRX (2022), Mirage Solo, Mirage VR S3 (2020 / 1920x2160), ClassVR Premium[15]
- Pico: Goblin, G2 4K (2019), Neo 2 Eye (2020), Neo 3 (2021), 4 Pro (2022 / 2160x2160), 4 Enterprise (2022 / 2160x2160)[15]
- Pimax: Crystal QLED (2022 / 2880x2880), 12K QLED (2021)[15]
- Snapdragon 835VR, 845 VR, XR2 HMD (2020)[15]
- Lynx R1 (2022 / 1600x1600)[15]
- Skyworth: Pancake 1, Pancake 1C (2022), Pancake 1Pro (2022 / 2280x2280)[15]
- Arpara VR All In One (2021 / 2560x2560)[15]
- Simula One (2021 / 2448x2448)[15]
- Nolo X1, Sonic (2021), Sonic 2 (2023)[15]
- TCL NXTwear V (2022 / 2280x2280)[15]
- Lynx R1[15]
- YVR 1 (2022 / 2160x2160), YVR 2 (2022)[15]
- iQIYI: Qiyu 3 (2021 / 2160x2160), Dream, Dream Pro (2022 / 1832x1920)[15]
- DPVR: M2 Pro (2016), P1, P1 Pro Light, P1 Ultra 4K (2021 / 1920x2160)[15]
- XRSpace Manova[15]
- ClassVR Premium[15]
- QWR: VRone, VRone 4K[15]
- 3Glasses X1[15]
- Xiaomi Mi VR[15]
- Woxter Neo VR100[15]

### Para consoles
- PlayStation: VR (2016), VR II (2023 / 2000x2040)[34][35]